# سوسک برگی دیسروپتا
سوسک برگی دیسروپتا (نام علمی: Zygogramma disrupta) نام یک گونه از تیره سوسک برگ است. این‌گونه از سوسک با بدنی کوچک با پیش‌سینه‌ای به رنگ قهوه‌ای و بال‌پوش‌های زرد رنگ از دیگر گونه‌ها متمایز می‌شود.
این‌گونه نخستین بار در سال ۱۹۸۰ در آمریکا، شناخته شد و هم‌اکنون به صورت غیر بومی در روسیه زاد و ولد می‌کند.